# Saison 2020-2021 des Sénateurs d'Ottawa
Autres saisons
Saison précédente Saison suivante
La saison 2020-2021 des Sénateurs d'Ottawa est la 29e saison de hockey sur glace jouée par la franchise dans la Ligue nationale de hockey. Cette saison est particulière, à cause de la pandémie de la Covid-19, débute en janvier et se dispute sur un calendrier condensé de 56 matchs.

## Avant-saison

### Contexte
Depuis la saison 2016-2017 lorsqu'ils se sont incliné en finale de conférence, les Sénateurs ne sont plus parvenus à se qualifier pour les Séries éliminatoires. Ils ont entamer un processus de reconstruction de leur effectif, accumulant de nombreux choix et espoirs. Leur club école regorge de talent et cette saison va leur permettre de tester de nombreux jeunes au sein de la LNH.

### Mouvements d’effectifs

#### Transactions
| Date             | Acquisition des Sénateurs                                                          | Partenaire d'échange      | Acquisition du partenaire                                         |
| ---------------- | ---------------------------------------------------------------------------------- | ------------------------- | ----------------------------------------------------------------- |
| 2 octobre 2020   | Joshua Brown                                                                       | Panthers de la Floride    | Choix de quatrième tour au repêchage de 2020                      |
| 7 octobre 2020   | Matthew Murray                                                                     | Penguins de Pittsburgh    | Jonathan Gruden et un choix de deuxième tour au repêchage de 2020 |
| 8 octobre 2020   | Erik Gudbranson                                                                    | Ducks d'Anaheim           | Choix de cinquième tour au repêchage de 2021                      |
| 10 octobre 2020  | Austin Watson                                                                      | Predators de Nashville    | Choix de quatrième tour au repêchage de 2021                      |
| 21 décembre 2020 | Zach Magwood                                                                       | Predators de Nashville    | Michael Carcone                                                   |
| 26 décembre 2020 | Derek Stepan                                                                       | Coyotes de l'Arizona      | Choix de deuxième tour au repêchage de 2021                       |
| 27 décembre 2020 | Braydon Coburn, Cédric Paquette et un choix de deuxième ronde au repêchage de 2022 | Lightning de Tampa Bay    | Marián Gáborík et Anders Nilsson                                  |
| 12 janvier 2021  | Clark Bishop                                                                       | Hurricanes de la Caroline | Maxime Lajoie                                                     |
| 27 janvier 2021  | Jack Kopacka et un choix de septième tour au repêchage de 2022                     | Sharks de San José        | Christián Jaroš                                                   |
| 13 février 2021  | Ryan Dzingel                                                                       | Hurricanes de la Caroline | Alexander Galchenyuk et Cédric Paquette                           |
| 29 mars 2021     | Michael Amadio                                                                     | Kings de Los Angeles      | Christian Wolanin                                                 |
| 11 avril 2021    | Choix de troisième tour au repêchage de 2022                                       | Bruins de Boston          | Mike Reilly                                                       |
| 11 avril 2021    | Choix de septième tour au repêchage de 2022                                        | Islanders de New York     | Braydon Coburn                                                    |
| 12 avril 2021    | Brandon Fortunato et un choix de septième tour au repêchage de 2023                | Predators de Nashville    | Erik Gudbranson                                                   |

#### Signatures d'agent libre
| Joueur               | Date             | Ancienne franchise               | Durée du contrat |
| -------------------- | ---------------- | -------------------------------- | ---------------- |
| Logan Shaw           | 9 octobre 2020   | Jets de Winnipeg                 | 1 an             |
| Ievgueni Dadonov     | 15 octobre 2020  | Panthers de la Floride           | 3 ans            |
| Alexander Galchenyuk | 28 octobre 2020  | Wild du Minnesota                | 1 an             |
| Micheal Haley        | 13 novembre 2020 | Rangers de New York              | 1 an             |
| Iegor Sokolov        | 20 novembre 2020 | Eagles du Cap-Breton             | 3 ans            |
| Tim Stützle          | 27 décembre 2020 | Adler Mannheim                   | 3 ans            |
| Ridly Greig          | 29 décembre 2020 | Wheat Kings de Brandon           | 3 ans            |
| Angus Crookshank     | 17 mars 2021     | Wildcats du New Hampshire        | 3 ans            |
| Shane Pinto          | 1er avril 2021   | Fighting Hawks du Dakota du Nord | 3 ans            |
| Jacob Bernard-Docker | 1er avril 2021   | Fighting Hawks du Dakota du Nord | 3 ans            |
| Maxence Guénette     | 3 avril 2021     | Foreurs de Val-d'Or              | 3 ans            |
| Cody Goloubef        | 11 avril 2021    | Red Wings de Détroit             | 1 an             |
| Mads Søgaard         | 13 avril 2021    | Tigers de Medicine Hat           | 3 ans            |
| Cole Reinhardt       | 16 avril 2021    | Wheat Kings de Brandon           | 3 ans            |
| Roby Järventie       | 27 avril 2021    | Ilves                            | 3 ans            |
| Viktor Lodin         | 1er juin 2021    | Timrå IK                         | 2 ans            |
| Leevi Meriläinen     | 14 juin 2021     | Kärpät Oulu                      | 3 ans            |

#### Départs d'agent libre
| Joueur          | Date             | Franchise suivante     |
| --------------- | ---------------- | ---------------------- |
| Mark Borowiecki | 9 octobre 2020   | Predators de Nashville |
| Robert Ryan     | 9 octobre 2020   | Red Wings de Détroit   |
| Scott Sabourin  | 16 octobre 2020  | Marlies de Toronto     |
| Jayce Hawryluk  | 19 octobre 2020  | Canucks de Vancouver   |
| Anthony Duclair | 17 décembre 2020 | Panthers de la Floride |
| Craig Anderson  | 13 janvier 2021  | Capitals de Washington |
| Marcus Högberg  | 17 juin 2021     | Linköping HC           |

#### Prolongations de contrat
| Joueur                  | Date            | Durée du contrat |
| ----------------------- | --------------- | ---------------- |
| Joshua Brown            | 5 octobre 2020  | 2 ans            |
| Matthew Murray          | 9 octobre 2020  | 4 ans            |
| Matthew Peca            | 9 octobre 2020  | 1 an             |
| Nicholas Paul           | 14 octobre 2020 | 2 ans            |
| Rūdolfs Balcers         | 16 octobre 2020 | 1 an             |
| Joey Daccord            | 17 octobre 2020 | 3 ans            |
| Jean-Christophe Beaudin | 19 octobre 2020 | 1 an             |
| Connor Brown            | 22 octobre 2020 | 3 ans            |
| Chris Tierney           | 26 octobre 2020 | 2 ans            |
| Filip Chlapík           | 27 octobre 2020 | 1 an             |
| Christián Jaroš         | 4 novembre 2020 | 1 an             |
| Anton Forsberg          | 5 mai 2021      | 1 an             |
| Artyom Zub              | 14 mai 2021     | 2 ans            |
| Clark Bishop            | 20 mai 2021     | 1 an             |

#### Résiliations de contrat
| Joueur        | Date            |
| ------------- | --------------- |
| Filip Chlapík | 26 février 2021 |

#### Réclamé au ballotage
| Joueur         | Date          | Ancienne franchise    |
| -------------- | ------------- | --------------------- |
| Anton Forsberg | 17 mars 2021  | Jets de Winnipeg      |
| Victor Mete    | 12 avril 2021 | Canadiens de Montréal |

#### Départ au ballotage
| Joueur          | Date            | Franchise suivante |
| --------------- | --------------- | ------------------ |
| Rūdolfs Balcers | 12 janvier 2021 | Sharks de San José |

#### Retrait de la compétition
| Joueur        | Date             |
| ------------- | ---------------- |
| Ryan Callahan | 30 décembre 2020 |

### Joueurs repêchés
Les Sénateurs possèdent le 3e droit, le 5e droit et le 28e droit lors du repêchage de 2020 se déroulant virtuellement. Ils sélectionnent au premier tour Tim Stützle, ailier de l'Adler Mannheim de la  DEL, Jake Sanderson, défenseur du United States National Team Development Program dans l'USHL et Ridly Greig, Ailier des Wheat Kings de Brandon dans la LHOu. La liste des joueurs repêchés en 2020 par les est la suivante :
| Tour | Choix            | Nom           | Poste      | Nationalité                                                              | Équipe précédente                                |
| ---- | ---------------- | ------------- | ---------- | ------------------------------------------------------------------------ | ------------------------------------------------ |
| 3    | Tim Stützle      | Ailier gauche | Allemagne  | Sénateurs d'Ottawa (des Sharks de San José)                              | Adler Mannheim (DEL)                             |
| 5    | Jake Sanderson   | Défenseur     | États-Unis | Sénateurs d'Ottawa                                                       | USNTDP U18 (USHL)                                |
| 28   | Ridly Greig      | Allier gauche | Canada     | Sénateurs d'Ottawa (des Islanders de New York)                           | Wheat Kings de Brandon (LHOu)                    |
| 33   | Roby Jarventie   | Ailier gauche | Finlande   | Sénateurs d'Ottawa                                                       | Koovee Tampere (Mestis)                          |
| 44   | Tyler Kleven     | Défenseur     | États-Unis | Sénateurs d'Ottawa (des Maple Leafs de Toronto)                          | USNTDP U18 (USHL)                                |
| 61   | Iegor Sokolov    | Ailier gauche | Russie     | Sénateurs d'Ottawa (des Stars de Dallas via les Golden knights de Vegas) | Eagles du Cap-Breton (LHJMQ) glace)\|TPS (Liiga) |
| 71   | Leevi Merilainen | Gardien       | Finlande   | Sénateurs d'Ottawa (des Jets de Winnipeg)                                | Kärpät Oulu (Jr. A Liiga)                        |
| 155  | Eric Engstrand   | Ailier gauche | Suède      | Sénateurs d'Ottawa (du Lightning de Tampa Bay)                           | Malmö Redhawks (SHL)                             |
| 158  | Philippe Daoust  | Centre        | Canada     | Sénateurs d'Ottawa (des Sharks de San José)                              | Wildcats de Moncton (LHJMQ)                      |
| 181  | Cole Reinhardt   | Ailier gauche | Canada     | Sénateurs d'Ottawa (des Blues de Saint-Louis Via les Oilers d'Edmonton)  | Wheat Kings de Brandon (LHOu)                    |

1. ↑  Choix acquis le 13 septembre 2018 en compagnie de Chris Tierney, de Dylan DeMelo, de Joshua Norris, de Rūdolfs Balcers, d'un choix de deuxième ronde en 2019, d’un choix de deuxième tour en 2021 et d’un choix de premier tour en 2022, lors d’un échange avec les Sharks. Les Sénateurs cèdent Erik Karlsson et Francis Perron[58]
2. ↑  Choix acquis le 24 février 2020 en compagnie d'un choix de deuxième tour en 2020 (59e au total), d’un choix de troisième tour en 2022, lors d’un échange avec les Islanders. Les Sénateurs cèdent Jean-Gabriel Pageau[59]
3. ↑  Choix acquis le 7 octobre 2020 lors d’un échange avec les Maple Leafs. Les Sénateurs cèdent un choix de deuxième tour et un choix de troisième tour en 2020 (59e et 64e au total)[60]
4. ↑  Choix acquis le 25 février 2019 en compagnie d'Erik Brännström et d'Oscar Lindberg, lors d’un échange avec les Golden Knights. Les Sénateurs cèdent Mark Stone et Tobias Lindberg[61]
Vegas a précédemment acquis ce choix le 26 juin 2017 en compagnie de Dylan Ferguson, lors d'un échange avec les Stars. Les Golden Knights cèdent en retour Marc Methot[62]
5. ↑  Choix acquis le 18 février 2020 lors d'un échange avec les Jets. Ottawa cède Dylan DeMelo[63]
6. ↑  Choix acquis le 30 juillet 2019 en compagnie de Ryan Callahan, lors d’un échange avec le Lightning. Ottawa cède Mike Condon et un choix de sixième tour en 2020 (157e au total)[64]
7. ↑  Choix acquis le 19 juin 2018 en compagnie de Mikkel Bødker et Julius Bergman, lors d’un échange avec les Sharks. Ottawa cède Michael Hoffman, Cody Donaghey et un choix de cinquième tour en 2020 (126e au total)[65]
8. ↑  Choix acquis le 22 novembre 2018 lors d’un échange avec les Oilers. Ottawa cède Chris Wideman[66]
Edmonton a précédemment acquis ce choix le 1er octobre 2018 lors d'un échange avec les Blues. Les Oilers cèdent Jakub Jeřábek[67]

Les Sénateurs ont également cédé cinq de leurs choix d'origine : 
- le 64e, un choix de troisième tour acquis par les Maple Leafs de Toronto le 7 octobre 2020 en compagnie d'un choix de deuxième tour en 2020 contre un choix de deuxième tour en 2020[60].
- le 95e, un choix de quatrième tour acquis par les Panthers de la Floride  le 2 octobre 2020 en retour de Joshua Brown[68].
- le 126e, un choix de cinquième tour acquis par les Oilers d'Edmonton aux Sharks de San José le 7 octobre 2020, en compagnie d’un choix de quatrième tour en 2020. En retour, Edmonton cède un choix de troisième tour en 2020[69].Les Shark avaient précédemment acquis ce choix le 19 juin 2018 en compagnie de Michael Hoffman et de Cody Donaghey. Les Sénateurs obtiennent en retour Mikkel Bødker, Julius Bergman et un choix de sixième tour en 2020[65].
- le 157e, un choix de sixième tour acquis par les Lightning de Tampa Bay le 30 juillet 2019 en compagnie de Michael Condon.Tampa Bay cède Ryan Callahan et un choix de cinquième tour en 2020[64].
- le 188e, un choix de septième tour acquis par les Blackhawks de Chicago aux Canadiens de Montréal le 7 octobre 2020, contre un choix de septième tour en 2021[70]. Montréal a précédemment acquis ce choix le 24 février 2020 en compagnie d'Aaron Luchuk, cédant Matthew Peca aux Sénateurs[71].

## Composition de l'équipe
L'équipe 2020-2021 des  est entraînée par Denis Smith, assisté de Jack Capuano, Davis Payne, Bob Jones, Michael King, Shean Donovan et Jesse Winchester ; le directeur général de la franchise est Pierre Dorion.
Les joueurs utilisés depuis le début de la saison sont inscrits dans le tableau ci-dessous. Les buts des séances de tir de fusillade ne sont pas comptés dans ces statistiques. Certains des joueurs ont également joué des matchs avec l'équipe associée aux : les Senators de Belleville, franchise de la Ligue américaine de hockey.
En raison de la pandémie, la ligue met en place un encadrement élargis appelé Taxi-squad. Il s'agit de joueurs se tenant à disposition avec l'équipe prêt à remplacer un joueur qui serait tester positif à la COVID-19. Huit parmi eux n'ont disputé aucune rencontre avec les Sénateurs, il s'agit de Jonathan Aspirot, de Jean-Christophe Beaudin, de Cody Goloubef, de Mark Kastelic, de Jack Kopacka, de Kevin Mandolese, de Logan Shaw et de Lassi Thomson.
| No | Nationalité | Joueur           | PJ | V  | D  | DP | Min   | BC | BL | Moy  | %Arr | A | Pun | Commentaire |
| -- | ----------- | ---------------- | -- | -- | -- | -- | ----- | -- | -- | ---- | ---- | - | --- | ----------- |
| 1  | Suède       | Marcus Högberg   | 14 | 4  | 7  | 0  | 642   | 40 | 0  | 3,74 | 87,6 | 0 | 0   |             |
| 30 | Canada      | Matthew Murray   | 2  | 10 | 13 | 1  | 1 405 | 79 | 2  | 3,38 | 89,3 | 1 | 2   |             |
| 31 | Suède       | Anton Forsberg   | 8  | 3  | 4  | 1  | 449   | 24 | 0  | 3,21 | 90,9 | 0 | 0   |             |
| 32 | Suède       | Filip Gustavsson | 9  | 5  | 1  | 2  | 472   | 17 | 0  | 2,16 | 93,3 | 0 | 0   |             |
| 34 | États-Unis  | Joey Daccord     | 8  | 1  | 3  | 1  | 404   | 22 | 0  | 3,27 | 89,7 | 0 | 0   |             |

| No | Nationalité | Joueur               | PJ | B | A  | Pts | Pun | Commentaire                                         |
| -- | ----------- | -------------------- | -- | - | -- | --- | --- | --------------------------------------------------- |
| 2  | Russie      | Artyom Zub           | 47 | 3 | 11 | 14  | 26  |                                                     |
| 3  | Canada      | Joshua Brown         | 26 | 0 | 1  | 1   | 30  |                                                     |
| 5  | États-Unis  | Mike Reilly          | 40 | 0 | 19 | 19  | 18  | A fini la saison avec les Bruins de Boston          |
| 22 | Russie      | Nikita Zaïtsev       | 55 | 4 | 13 | 17  | 26  |                                                     |
| 24 | États-Unis  | Christian Wolanin    | 15 | 0 | 3  | 3   | 6   | A fini la saison avec les Kings de Los Angeles      |
| 26 | Suède       | Erik Brännström      | 30 | 2 | 11 | 13  | 25  |                                                     |
| 44 | Canada      | Erik Gudbranson      | 36 | 1 | 2  | 3   | 47  | A fini la saison avec les Predators de Nashville    |
| 48 | Canada      | Jacob Bernard-Docker | 5  | 0 | 0  | 0   | 0   |                                                     |
| 52 | Suède       | Olle Alsing          | 4  | 0 | 0  | 0   | 0   |                                                     |
| 55 | Canada      | Braydon Coburn       | 16 | 0 | 2  | 2   | 10  | A fini la saison avec les Islanders de New York     |
| 72 | Canada      | Thomas Chabot        | 49 | 6 | 25 | 31  | 36  | assistant capitaine                                 |
| 98 | Canada      | Victor Mete          | 14 | 1 | 1  | 2   | 2   | A commencé la saison avec les Canadiens de Montréal |

| No  | Nationalité        | Joueur               | Poste | PJ | B  | A  | Pts | Pun | Commentaire                                             |
| --- | ------------------ | -------------------- | ----- | -- | -- | -- | --- | --- | ------------------------------------------------------- |
| 7   | États-Unis         | Braeden Tkachuk      | AG    | 56 | 17 | 19 | 36  | 69  | assistant capitaine                                     |
| 9   | États-Unis         | Joshua Norris        | C     | 56 | 17 | 18 | 35  | 13  |                                                         |
| 10  | États-Unis         | Ryan Dzingel         | AG    | 29 | 6  | 3  | 9   | 19  | A commencé la saison avec les Hurricanes de la Caroline |
| 13  | Canada             | Nicholas Paul        | AG    | 56 | 5  | 15 | 20  | 19  |                                                         |
| 16  | États-Unis         | Austin Watson        | AG    | 34 | 3  | 7  | 10  | 40  |                                                         |
| 17  | États-Unis         | Alexander Galchenyuk | C     | 8  | 1  | 0  | 1   | 6   | A fini la saison avec les Maple Leafs de Toronto        |
| 18  | Allemagne          | Tim Stützle          | AG    | 53 | 12 | 17 | 29  | 14  |                                                         |
| '19 | Canada             | Drake Batherson      | AD    | 56 | 17 | 17 | 34  | 8   |                                                         |
| 21  | États-Unis         | Derek Stepan         | C     | 20 | 1  | 5  | 6   | 8   |                                                         |
| 23  | Canada             | Cédric Paquette      | C     | 9  | 1  | 0  | 1   | 4   | A fini la saison avec les Hurricanes de la Caroline     |
| 27  | Canada             | Logan Brown          | C     | 1  | 0  | 0  | 0   | 2   |                                                         |
| 28  | Canada             | Connor Brown         | AD    | 56 | 21 | 14 | 35  | 12  |                                                         |
| 29  | Canada             | Michael Amadio       | C     | 5  | 0  | 1  | 1   | 2   | A commencé la saison avec les Kings de Los Angeles      |
| 36  | États-Unis         | Colin White          | C     | 45 | 10 | 8  | 18  | 16  |                                                         |
| 38  | Canada             | Micheal Haley        | AG    | 4  | 0  | 0  | 0   | 5   |                                                         |
| 45  | Canada             | Parker Kelly         | C     | 1  | 1  | 0  | 1   | 0   |                                                         |
| 51  | Russie             | Artiom Anissimov     | C     | 19 | 2  | 7  | 9   | 2   |                                                         |
| 53  | Canada             | Matthew Peca         | C     | 5  | 0  | 1  | 1   | 0   | A fini la saison avec les Sabres de Buffalo             |
| 57  | États-Unis         | Shane Pinto          | C     | 12 | 1  | 6  | 7   | 10  |                                                         |
| 59  | Canada             | Alex Formenton       | AG    | 20 | 4  | 2  | 6   | 6   |                                                         |
| 62  | Canada             | Clark Bishop         | C     | 13 | 0  | 3  | 3   | 4   |                                                         |
| 63  | Russie             | Ievgueni Dadonov     | AD    | 55 | 13 | 7  | 20  | 4   |                                                         |
| 71  | Canada             | Chris Tierney        | C     | 55 | 6  | 13 | 19  | 8   |                                                         |
| 78  | République tchèque | Filip Chlapík        | C     | 1  | 0  | 0  | 0   | 0   |                                                         |
| 85  | Russie             | Vitali Abramov       | AG    | 2  | 0  | 0  | 0   | 0   |                                                         |

## Saison régulière

### Match après match
Cette section présente les résultats de la saison régulière qui s'est déroulée du 13 janvier au 12 mai. Le calendrier de cette dernière est annoncé par la ligue le 23 décembre 2020.
Nota : les résultats sont indiqués dans la boîte déroulante ci-dessous afin de ne pas surcharger l'affichage de la page. La colonne « Fiche » indique à chaque match le parcours de l'équipe au niveau des victoires, défaites et défaites en prolongation ou lors de la séance de tir de fusillade (dans l'ordre). La colonne « Pts » indique les points récoltés par l'équipe au cours de la saison. Une victoire rapporte deux points et une défaite en prolongation, un seul.
| No | Date       | Adversaire            | Lieu      | Score    | Buteur(s) des Ducks | Fiche   | Pts | Gardien de but | Patinoire             | Résumé     |
| -- | ---------- | --------------------- | --------- | -------- | --- | ------- | --- | -------------- | --------------------- | ---------- |
| 1  | 15 janvier | Maple Leafs           | Ottawa    | 3–5      | Chabot (Batherson – Norris) Tkachuk (Zaitsev – Norris) Watson (Coburn – Paul) Tierney (Zaitsev – Tkachuk) Stepan (Tkachuk – Batherson)              | 1–0–0   | 2   | Murray         | Centre Canadian Tire  | [ fdm 1 ]  |
| 2  | 16 janvier | Maple Leafs           | Ottawa    | 3–2      | Paul (Zaitsev – Brown) Stützle (Chabot – White) | 1–1–0   | 2   | Murray         | Centre Canadian Tire  | [ fdm 2 ]  |
| 3  | 19 janvier | Jets                  | Ottawa    | 4–3 (P)  | Norris (Dadonov – Batherson) Tierney (Brown – Zaitsev) Galchenyuk (Rielly – Stepan)                                                                 | 1–1–1   | 3   | Murray         | Centre Canadian Tire  | [ fdm 3 ]  |
| 4  | 21 janvier | Jets                  | Ottawa    | 4–1      | Tierney (Zaitsev – Brown) | 1–2–1   | 3   | Murray         | Centre Canadian Tire  | [ fdm 4 ]  |
| 5  | 23 janvier | Jets                  | Winnipeg  | 3–6      | Dadonov (Paul – Gudbranson) Tkachuk (Norris – Watson) Paul (Anisimov – Rielly)                                                                      | 1–3–1   | 3   | Högberg        | Bell MTS Place        | [ fdm 5 ]  |
| 6  | 25 janvier | Canucks               | Vancouver | 1–7      | Watson (Chabot – Rielly) | 1–4–1   | 3   | Murray         | Rogers Arena          | [ fdm 6 ]  |
| 7  | 27 janvier | Canucks               | Vancouver | 1–5      | Norris (Tkachuk – Batherson) | 1–5–1   | 3   | Högberg        | Rogers Arena          | [ fdm 7 ]  |
| 8  | 28 janvier | Canucks               | Vancouver | 1–4      | Chabot | 1–6–1   | 3   | Murray         | Rogers Arena          | [ fdm 8 ]  |
| 9  | 31 janvier | Oilers                | Edmonton  | 5–8      | White (Dadonov – Paul) Tkachuk (Brown – Zub) Batherson (Rielly – Tkachuk) Stützle (White – Norris) Watson (Gudbranson – Tierney)                    | 1–7–1   | 3   | Högberg        | Rogers Place          | [ fdm 9 ]  |
| 10 | 2 février  | Oilers                | Edmonton  | 2–4      | Paquette (Chabot – Watson) Stützle (Stepan – Zub)                                                                                                   | 1–8–1   | 3   | Högberg        | Rogers Place          | [ fdm 10 ] |
| 11 | 4 février  | Canadiens de Montréal | Montréal  | 3–2      | Chabot (Tierney – Stützle) Stützle (Batherson – Chabot) Brown (Brannstrom – Stützle)                                                                | 2–8–1   | 5   | Murray         | Centre Bell           | [ fdm 11 ] |
| 12 | 6 février  | Montreal              | Ottawa    | 2–1      | White (Stepan – Norris) | 2–9–1   | 5   | Murray         | Centre Canadian Tire  | [ fdm 12 ] |
| 13 | 8 février  | Edmonton              | Ottawa    | 3–1      | Dadonov | 2–10–1  | 5   | Murray         | Centre Canadian Tire  | [ fdm 13 ] |
| 14 | 9 février  | Edmonton              | Ottawa    | 3–2      | Brown (Zaitsev – Tkachuk) Dadonov (Rielly – Murray)                                                                                                 | 2–11–1  | 5   | Högberg        | Centre Canadian Tire  | [ fdm 14 ] |
| 15 | 11 février | Jets                  | Winnipeg  | 1–5      | Norris (Wolanin – Watson) | 2–12–1  | 5   | Murray         | Bell MTS Place        | [ fdm 15 ] |
| 16 | 13 février | Jets                  | Winnipeg  | 2–1      | Dadonov (White – Paul) Tkachuk (Rielly – Brown) | 3–12–1  | 7   | Högberg        | Bell MTS Place        | [ fdm 16 ] |
| 17 | 15 février | Maple Leafs           | Toronto   | 6–5 (P)  | Batherson (Stützle) Paul (Watson) Zub (Tierney – Brown) Brown (White – Chabot) Dadonov (Tkachuk – Norris) Dadonov (Chabot – Paul)                   | 4–12–1  | 9   | Högberg        | Scotiabank Arena      | [ fdm 17 ] |
| 18 | 17 février | Maple Leafs           | Toronto   | 1–2      | Tkachuk (Tierney – Norris) | 4–13–1  | 9   | Murray         | Scotiabank Arena      | [ fdm 18 ] |
| 19 | 18 février | Maple Leafs           | Toronto   | 3–7      | Stützle (Tierney) Brown (Peca – Rielly) Batherson (Stützle – Stepan)                                                                                | 4–14–1  | 9   | Murray         | Scotiabank Arena      | [ fdm 19 ] |
| 20 | 21 février | Canadiens             | Ottawa    | 2–3      | Batherson (Zub) Norris (Zaitsev – Tkachuk) Tkachuk (Batherson – Brannstrom)                                                                         | 5–14–1  | 11  | Murray         | Centre Canadian Tire  | [ fdm 20 ] |
| 21 | 23 février | Canadiens             | Ottawa    | 4–5 (TF) | Batherson (Stepan – Zub) · Tkachuk (Batherson – Stützle) · Brannstrom (White – Brown) · Tkachuk (Norris – Chabot) · TF : Tkachuk - Stützle - Norris | 6–14–1  | 13  | Murray         | Centre Canadian Tire  | [ fdm 21 ] |
| 22 | 25 février | Flames                | Ottawa    | 1–6      | Batherson (Stützle – Anisimov) Gudbranson (Tierney) Brown Brannstrom White (Paul – Chabot) White (Chabot)                                           | 7–14–1  | 15  | Murray         | Centre Canadian Tire  | [ fdm 22 ] |
| 23 | 27 février | Flames                | Ottawa    | 6–3      | Batherson (Chabot – Stützle) White (Paul) Tkachuk (Batherson – Chabot)                                                                              | 7–15–1  | 15  | Murray         | Centre Canadian Tire  | [ fdm 23 ] |
| 24 | 1er mars   | Flames                | Ottawa    | 1–5      | Anisimov (Stützle) Batherson (Norris – Stützle) Batherson White Dadonov (Chabot – Zaitsev)                                                          | 8–15–1  | 17  | Murray         | Centre Canadian Tire  | [ fdm 24 ] |
| 25 | 2 mars     | Canadiens             | Montréal  | 1–3      | Zub (Batherson – Reilly) | 8–16–1  | 17  | Daccord        | Centre Bell           | [ fdm 25 ] |
| 26 | 4 mars     | Flames                | Calgary   | 3–7      | Norris (Tkachuk – Brown) Anisimov (Brannstrom – Norris) Dzingel (Chabot)                                                                            | 8–17–1  | 17  | Murray         | Scotiabank Saddledome | [ fdm 26 ] |
| 27 | 7 mars     | Flames                | Calgary   | 4–3 (TF) | Brown (Chabot – Tkachuk) · Dzingel (Tierney – Rielly) · White (Paul – Zaitsev) · TF : Stützle - Norris - Anisimov - Batherson                       | 9–17–1  | 19  | Murray         | Scotiabank Saddledome | [ fdm 27 ] |
| 28 | 8 mars     | Oilers                | Edmonton  | 2–3      | Dadonov (Chabot – Zaitsev) Stützle (Chabot – White)                                                                                                 | 9–18–1  | 19  | Daccord        | Rogers Place          | [ fdm 28 ] |
| 29 | 10 mars    | Oilers                | Edmonton  | 1–7      | Dadonov (Watson – Rielly) | 9–19–1  | 19  | Murray         | Rogers Place          | [ fdm 29 ] |
| 30 | 12 mars    | Oilers                | Edmonton  | 2–6      | Chabot (Zaitsev – Watson) Tkachuk (Stützle – Batherson)                                                                                             | 9–20–1  | 19  | Daccord        | Rogers Place          | [ fdm 30 ] |
| 31 | 14 mars    | Maple Leafs           | Ottawa    | 3–4      | Tkachuk Dzingel (Bishop – Rielly) Batherson (Stützle – Tkachuk) Batherson (Wolanin – Tierney)                                                       | 10–20–1 | 21  | Daccord        | Centre Canadian Tire  | [ fdm 31 ] |
| 32 | 15 mars    | Canucks               | Ottawa    | 3–2 (P)  | Norris (Stützle – Zub) White (Tkachuk) | 10–20–2 | 22  | Daccord        | Centre Canadian Tire  | [ fdm 32 ] |
| 33 | 17 mars    | Canucks               | Ottawa    | 3–2 (TF) | Dzingle (Bishop – Wolanin) · Norris (Brown) · TF : Stützle - Norris - Batherson - Dzingel                                                           | 10–20–3 | 23  | Gustavsson     | Centre Canadian Tire  | [ fdm 33 ] |
| 34 | 22 mars    | Flames                | Ottawa    | 1–2      | Dzingel (Watson – Rielly) Tierney (Stützle – Rielly)                                                                                                | 11–20–3 | 25  | Gustavsson     | Centre Canadian Tire  | [ fdm 34 ] |
| 35 | 24 mars    | Flames                | Ottawa    | 1–3      | Norris (Dadonov) Tierney (Chabot – Rielly) Zaitsev (Zub – Paul)                                                                                     | 12–20–3 | 27  | Gustavsson     | Centre Canadian Tire  | [ fdm 35 ] |
| 36 | 25 mars    | Maple Leafs           | Ottawa    | 3–2 (P)  | Brown (Tierney) Formenton (Bishop – Dzingel) | 12–20–4 | 28  | Forsberg       | Centre Canadian Tire  | [ fdm 36 ] |
| 37 | 1er avril  | Canadiens             | Ottawa    | 4–1      | Brown (Norris – Rielly) | 12–21–4 | 28  | Gustavsson     | Centre Canadian Tire  | [ fdm 37 ] |
| 38 | 3 avril    | Canadiens             | Montréal  | 6–3      | Tkachuk (Batherson – Chabot) Brown (Paul – Coburn) Dadonov (Chabot – Anisimov) Dadonov (Anisimov – Stützle) Formenton (Anisimov) Batherson (Rielly) | 13–21–4 | 30  | Forsberg       | Centre Bell           | [ fdm 38 ] |
| 39 | 5 avril    | Jets                  | Winnipeg  | 3–4      | Dzingel (Brown) Norris (Dzingel – Rielly) Brown (Anisimov – Dadonov)                                                                                | 13–22–4 | 30  | Forsberg       | Bell MTS Place        | [ fdm 39 ] |
| 40 | 7 avril    | Oilers                | Ottawa    | 4–2      | Norris (Chabot – Tkachuk) Brown (Rielly – Zub) | 13–23–4 | 30  | Högberg        | Centre Canadian Tire  | [ fdm 40 ] |
| 41 | 8 avril    | Oilers                | Ottawa    | 3–1      | Brown (Tierney – Rielly) | 13–24–4 | 30  | Forsberg       | Centre Canadian Tire  | [ fdm 41 ] |
| 42 | 10 avril   | Maple Leafs           | Toronto   | 5–6      | Batherson (Stützle – Brannstrom) Formenton Stützle (Amadio) Brown (Dadonov – Tierney) Norris (Batherson)                                            | 13–25–4 | 30  | Forsberg       | Scotiabank Arena      | [ fdm 42 ] |
| 43 | 12 avril   | Jets                  | Ottawa    | 2–4      | Tkachuk (Norris – Chabot) Brown (Tierney – Brannstrom) Dadonov (Chabot – Norris) Tkachuk                                                            | 14–25–4 | 32  | Forsberg       | Centre Canadian Tire  | [ fdm 43 ] |
| 44 | 14 avril   | Jets                  | Ottawa    | 3–2      | Paul (Chabot) Norris (Chabot – Brown) | 14–26–4 | 32  | Murray         | Centre Canadian Tire  | [ fdm 44 ] |
| 45 | 17 avril   | Canadiens             | Montréal  | 4–0      | Zub (Batherson – Stützle) Batherson (Tkachuk – Norris) Zaitsev (Pinto)                                                                              | 15–26–4 | 34  | Murray         | Centre Bell           | [ fdm 45 ] |
| 46 | 19 avril   | Flames                | Calgary   | 4–2      | Tkachuk (Norris) Brown (Paul) Norris (Brannstrom – Stützle) Brown                                                                                   | 16–26–4 | 36  | Murray         | Scotiabank Saddledome | [ fdm 46 ] |
| 47 | 22 avril   | Canucks               | Vancouver | 3–0      | Stützle (Paul – Batherson) Batherson (Norris – Tkachuk) Brown (Zaitsev)                                                                             | 17–26–4 | 38  | Murray         | Rogers Arena          | [ fdm 47 ] |
| 48 | 24 avril   | Canucks               | Vancouver | 2–4      | White (Brown – Dadonov) Dadonov | 17–27–4 | 38  | Högberg        | Rogers Arena          | [ fdm 48 ] |
| 49 | 26 avril   | Canucks               | Ottawa    | 1–2      | Norris (Tkachuk) Batherson (Tkachuk) | 18–27–4 | 40  | Högberg        | Centre Canadian Tire  | [ fdm 49 ] |
| 50 | 28 avril   | Canucks               | Ottawa    | 3–6      | Mete (Formenton – Pinto) Tierney (Dzingel – Chabot) Norris (Tkachuk) Chabot (Paul – Formenton) Tkachuk (Batherson – Brannstrom) White               | 19–27–4 | 42  | Högberg        | Centre Canadian Tire  | [ fdm 50 ] |
| 51 | 1er mai    | Canadiens             | Montréal  | 2–3 (P)  | Stützle (Zub – White) Chabot (Dadonov – Pinto) | 19–27–5 | 43  | Gustavsson     | Centre Bell           | [ fdm 51 ] |
| 52 | 3 mai      | Jets                  | Ottawa    | 1–2      | Brown (Paul) Zaitsev (Batherson – Brown) | 20–27–5 | 45  | Gustavsson     | Centre Canadian Tire  | [ fdm 52 ] |
| 53 | 5 mai      | Canadiens             | Ottawa    | 1–5      | Pinto (Zub – Brannstrom) Tkachuk (Norris – Brannstrom) Paul (Brannstrom) Brown (Zub – Tierney) Formenton (Paul – White)                             | 21–27–5 | 47  | Forsberg       | Centre Canadian Tire  | [ fdm 53 ] |
| 54 | 8 mai      | Jets                  | Winnipeg  | 4–2      | Brown (Mete – Pinto) Stützle (Zub) Stützle (Brown – Pinto) Stützle (Brown)                                                                          | 22–27–5 | 49  | Gustavsson     | Bell MTS Place        | [ fdm 54 ] |
| 55 | 9 mai      | Flames                | Calgary   | 1–6      | Norris (Batherson) | 22–28–5 | 49  | Forsberg       | Scotiabank Saddledome | [ fdm 55 ] |
| 56 | 12 mai     | Maple Leafs           | Ottawa    | 3–4 (P)  | Zaitsev (Pinto) Brown (Zaitsev) Kelly (Brannstrom – Anisimov) Norris (Tkachuk)                                                                      | 23–28–5 | 51  | Gustvasson     | Centre Canadian Tire  | [ fdm 56 ] |

### Classement de l'équipe
L'équipe des Sénateurs finit à la sixième place de la division Nord Scotia et ne se qualifient pas pour les Séries éliminatoires, Les Maples Leafs sont sacrés champion de la division. Au niveau de la Ligue nationale de hockey, cela les place à la vingt-quatrième place, les premiers étant l'Avalanche du Colorado avec huitante-deux points.
| Clt   | Équipe                 | PJ | V  | D  | DP | BP  | BC  | Pts |
| ----- | ---------------------- | -- | -- | -- | -- | --- | --- | --- |
| +001, | Maple Leafs de Toronto | 56 | 35 | 13 | 7  | 185 | 144 | 77  |
| +002, | Oilers d'Edmonton      | 56 | 35 | 19 | 2  | 183 | 154 | 72  |
| +003, | Jets de Winnipeg       | 56 | 30 | 23 | 3  | 170 | 154 | 63  |
| +004, | Canadiens de Montréal  | 56 | 24 | 21 | 11 | 159 | 168 | 59  |
| +005, | Flames de Calgary      | 56 | 26 | 27 | 3  | 156 | 161 | 55  |
| +006, | Sénateurs d'Ottawa     | 56 | 23 | 28 | 5  | 157 | 190 | 51  |
| +007, | Canucks de Vancouver   | 56 | 23 | 29 | 4  | 151 | 188 | 50  |

- En gras : vainqueur de division
- En italique : équipe qualifiée pour les séries

Avec cent-cinquante-sept buts inscrits, les Sénateurs possèdent la dix-neuvième attaque de la ligue, les meilleures étant l'Avalanche du Colorado avec cent-nonante-sept buts comptabilisés et les moins performants étant les Ducks d'Anaheim avec cent-vingt-six buts. Au niveau défensif, les Sénateurs accordent cent-nonante buts, soit la vingt-septième place pour la ligue, les Golden Knights de Vegas est l'équipe qui a concédé le moins de buts (cent-vingt-quatre) alors qu'au contraire, les Flyers de Philadelphie en accordent deux-cent-un buts.

### Meneurs de la saison
Connor Brown est le joueur des Sénateurs qui a inscrit le plus de buts (vingt et un), le classant à la 29e position au niveau de la ligue. Ce classement est remporté par Auston Matthews des Maple Leafs de Toronto avec quarante et une réalisations.
Le joueur comptabilisant le plus d'aides chez les Sénateurs est Thomas Chabot avec vingt-cinq aides, ce qui le classe au 73e rang au niveau de la ligue. le meilleur étant Connor McDavid des Oilers d'Edmonton avec septante et une passes comptabilisées.
Braeden Tkachuk, obtenant un total de trente-six points est le joueur des Sénateurs le mieux placé au classement par point, terminant à la 93e place au niveau de la ligue. Connor McDavid en comptabilise cent-quatre pour remporter ce classement. 
Au niveau des défenseurs, Thomas Chabot est le défenseur le plus prolifique de la saison avec un total de trente et un points, terminant à la 24e place au niveau de la ligue. Tyson Barrie des Oilers d'Edmonton estr le défenseur comptabilisant le plus de points avec un total de quarante-huit.
Concernant les Gardien, 
Matthew Murray accorde septante-neuf buts en mille-quatre-cent-cinq minutes, pour un pourcentage d’arrêt de huitante-neuf, trois.Jack Campbell est le gardien ayant accordé le moins de buts (quarante-trois) et Connor Hellebuyck le plus (cent-douze), Hellebuyck est également le gardien disputant le plus de minutes de jeu (deux-mille-six-cent-deux), Alexander Nedeljkovic est le gardien présentant le meilleur taux d’arrêts avec (nonante-trois, deux) et Carter Hart le pire (huitante-sept, sept.
A propos des recrues, Joshua Norris comptabilise trente-cinq points, finissant à la 3e place au niveau de la ligue. Kirill Kaprizov du Wild du Minnesota est la recrue la plus prolifique avec un total de cinquante et un point.
Enfin, au niveau des pénalités, les Sénateurs ont totalisé cinq-cent-neuf minutes de pénalité dont soixante-neuf minutes pour Braeden Tkachuk. Le joueur le plus pénalisé de la ligue est Tom Wilson des Capitals de Washington avec nonante-six minutes et l'équipe la plus pénalisée est le Lightning de Tampa Bay.